# Honhunashi, Yelbarga
Honhunashi là một làng thuộc tehsil Yelbarga, huyện Koppal, bang Karnataka, Ấn Độ.